# Guillermo II de Inglaterra
Guillermo II (h. 1056-2 de agosto de 1100), el tercer hijo de Guillermo el Conquistador y de Matilde de Flandes, fue rey de Inglaterra desde 1087 hasta 1100, con poderes sobre Normandía e influencia en Escocia. Menos éxito tuvo en extender su dominio a Gales. Guillermo II es conocido habitualmente como William Rufus (Guillermo Rufo). El mote de "Rufo" (rojo, bermejo) quizás se deba a su apariencia de cara enrojecida, o más probablemente, debido a que fue pelirrojo en su niñez.
Sucedió a la muerte de su padre (1087) como rey de Inglaterra, mientras que su hermano mayor Roberto "Courteheuse" heredaba el ducado de Normandía, que Guillermo II trató, sin éxito, de conquistar en 1096. 
Aunque Guillermo II era un buen guerrero, también fue un gobernante despiadado y, según parece, no era muy querido por sus gobernados: según la Crónica anglosajona, era "odioso para casi todo su pueblo y odioso a Dios." Sin embargo, los cronistas tendían a asumir una perspectiva sombría sobre el reinado de Guillermo II, sin duda alguna debido a su larga y difícil lucha con la Iglesia: estos cronistas eran en general ellos mismos productos de la Iglesia, y de esta manera era de esperar que se refirieran a él de manera algo negativa. Su principal ministro fue Ranulf Flambard, a quien nombró obispo de Durham en 1099: era un nombramiento político para una sede que era también un gran feudo. Los particulares de la relación del rey con el pueblo de Inglaterra no están documentados de una forma creíble. Guillermo II fue categóricamente denunciado en su época y después de su muerte por presidir lo que se consideraba una corte disoluta, en términos que, en tiempos modernos, habrían suscitado preguntas sobre su sexualidad. Manteniendo la tradición normanda, Guillermo II despreciaba tanto a los ingleses como a su cultura.
Durante su reinado tuvo que enfrentarse a las sublevaciones de los nobles, pero pudo someter, por un tiempo, a Escocia y a Gales. 
Guillermo II parece haber sido un personaje extravagante, y su reinado estuvo marcado por su temperamento belicoso. No se casó, ni tuvo hijos, legítimos ni ilegítimos, lo que junto con descripciones contemporáneas ha llevado a algunos historiadores a especular homosexualidad o bisexualidad.

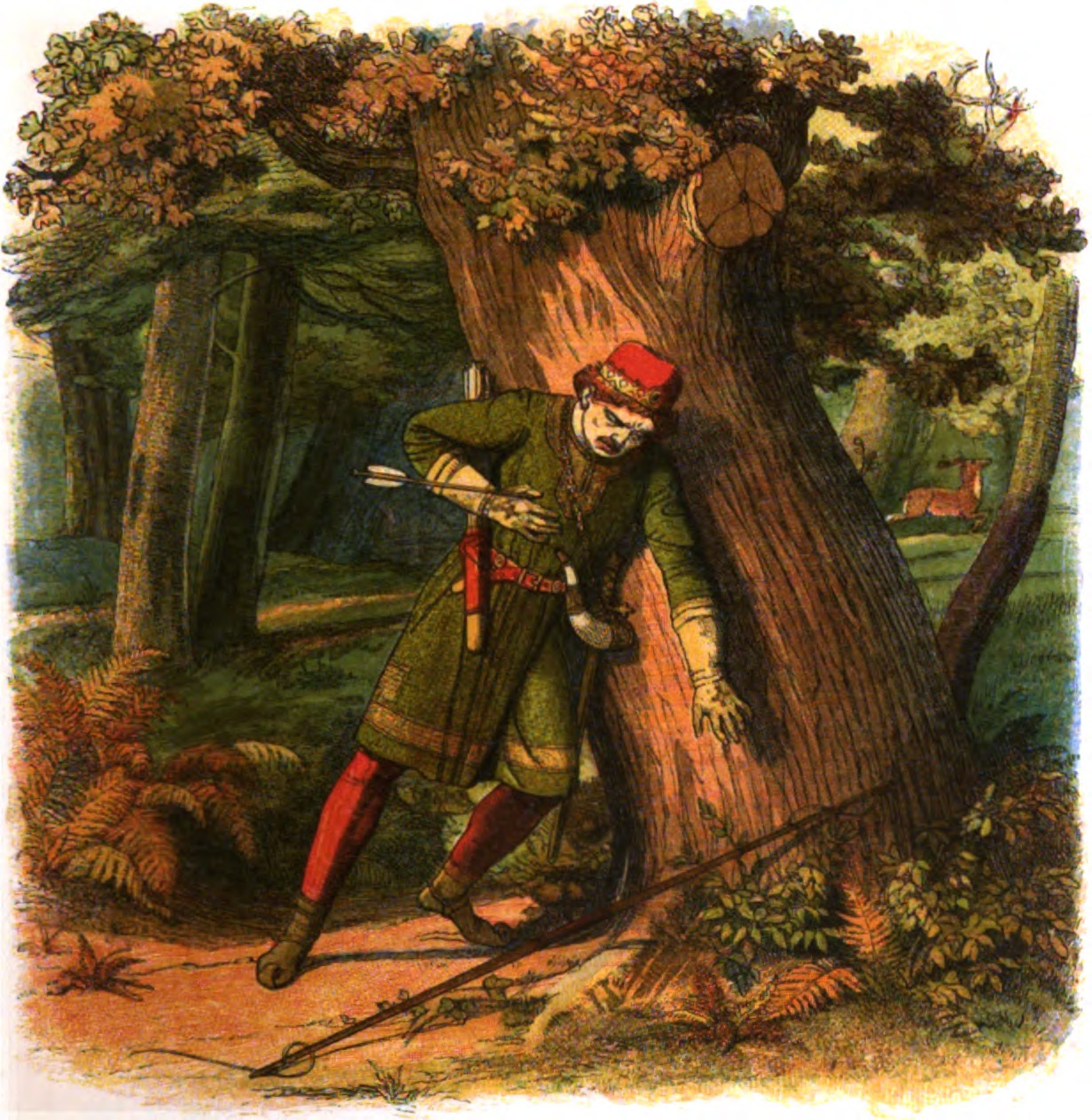
Muerte de Guillermo el Rojo. James William Edmund Doyle (1864).

Murió después de ser alcanzado por una flecha cuando cazaba, en circunstancias que siguen siendo oscuras. El 2 de agosto de 1100, desapareció mientras cazaba en los bosques de New Forest. Unas horas más tarde, apareció su cadáver; unos suponen que en efecto fue asesinado, otros, que pereció a causa de un fatal accidente de caza. Le sucedió su hermano menor, Enrique I de Inglaterra.

## Primeros años
La fecha exacta del nacimiento de Guillermo se desconoce, pero fue en algún momento entre los años 1056 y 1060. Era el tercero de cuatro hijos, siendo el mayor de ellos Roberto Curthose, el segundo Ricardo y el más joven Enrique. Guillermo sucedió en el trono de Inglaterra a su padre cuando este murió, pero Roberto heredó Normandía. Ricardo murió alrededor de 1075 mientras cazaba en New Forest. Había también cinco o seis hermanas. La existencia de Adela y Matilda no es segura pero las otras cuatro hermanas están documentadas con más seguridad y eran Adela, quien se casó con el conde de Blois, Cecilia, que se hizo monja, Ágata, que murió antes de casarse, y Constanza, quien se casó con el duque de Bretaña.
Las relaciones entre los tres hermanos nunca fueron buenas. Orderic Vitalis relata un incidente que tuvo lugar en L'Aigle, en 1077 o 1078: Guillermo y Enrique, aburridos de jugar a los dados, decidieron hacer una trastada vaciando un orinal en su hermano Roberto desde una galería superior, enfureciendo y avergonzando a este. Estalló una pelea, y su padre se vio obligado a intervenir para restaurar el orden.
Según Guillermo de Malmesbury, Guillermo Rufo estaba "bien formado; de complexión florida, pelo rubio; semblante abierto; ojos de diferente color, variados con ciertas motas brillantes; de asombrosa fuerza, aunque no muy alto, y con vientre bastante prominente."

## Inglaterra y Francia

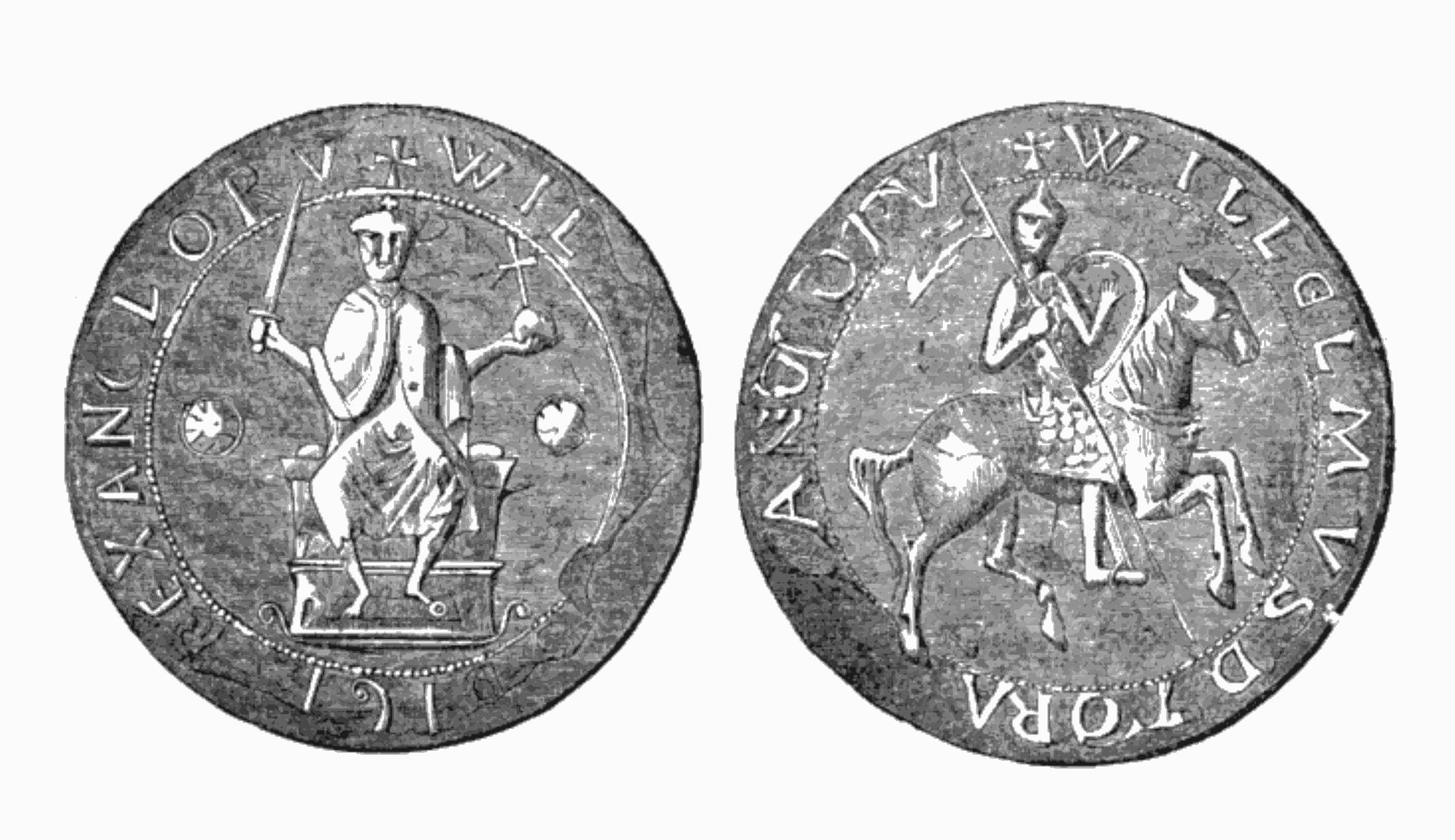
Gran Sello de Guillermo Rufo, rey de Inglaterra (1087–1100).

La división de las tierras de Guillermo el Conquistador en dos partes suscitó un problema para aquellos nobles que tenían tierras a ambos lados del Canal de la Mancha. Puesto que el joven Guillermo y su hermano Roberto eran rivales naturales, dichos nobles se temían que no podrían complacer a los dos señores, y de esta manera se arriesgaban a perder el favor de un gobernante o del otro, o de ambos. La única solución, tal como lo veían ellos, era unir Inglaterra y Normandía una vez más bajo un solo gobernante. Esto llevó a una revuelta contra Guillermo en favor de Roberto en la Rebelión de 1088, bajo el liderazgo del poderoso obispo Odo de Bayeux, quien era medio hermano de Guillermo el Conquistador. Cuando Roberto no consiguió aparecer en Inglaterra para apoyar a sus partidarios, Guillermo obtuvo el apoyo de los ingleses con plata y promesas de un gobierno mejor, y sofocó la rebelión, con lo que aseguró su autoridad. En 1091 invadió Normandía, aplastando las fuerzas de Roberto y forzándolo a ceder una parte de sus tierras. Los dos arreglaron sus diferencias y Guillermo se mostró conforme en ayudar a Roberto a recuperar tierras perdidas en favor de Francia, especialmente el Maine. Después abandonaron este plan, pero Guillermo siguió defendiendo de manera igualmente feroz sus posesiones e intereses franceses hasta el final de su vida, como se ve, por ejemplo, en su respuesta al intento realizado por Elias de la Flèche, conde de Maine, de tomar Le Mans en 1099.
Así pues, Guillermo Rufo se vio seguro en lo que entonces era el reino más poderoso de Europa, dado el eclipse contemporáneo de los emperadores salios. Como en Normandía, sus obispos y abades estaban ligados a él por obligaciones feudales; y el derecho de investidura en la tradición normanda prevaleció dentro de su reino, en una época en que la Querella de las Investiduras llevó a la excomunión del emperador salio Enrique IV. Las instituciones reales anglo-normandas alcanzaron una eficiencia previamente desconocida en la Europa medieval, y el poder personal del rey, a través de una efectiva y leal cancillería, penetró a nivel local hasta una extensión desconocida en Francia.[cita requerida] La administración del rey y la ley unificaron el reino, haciéndolo relativamente inmune a la condena papal.

## Relaciones con la Iglesia y creencias personales
Menos de dos años después de convertirse en rey, Guillermo II perdió al italo-normando Lanfranc, Arzobispo de Canterbury, consejero y confidente de su padre Guillermo I. Después de la muerte de Lanfranc, el rey retrasó el nombramiento de un nuevo arzobispo durante muchos años, apropiándose mientras tanto de los ingresos eclesiásticos. El terror provocado por una seria enfermedad que padeció en 1093 hizo que nombrase un arzobispo, otro italo-normando, Anselmo de Canterbury — considerado el mayor teólogo de su generación — pero esto llevó a un largo período de animosidad entre la Iglesia y el Estado: Anselmo era un gran defensor de la reforma gregoriana en la Iglesia, más que Lanfranc. Guillermo y Anselmo discrepaban en toda una serie de temas eclesiásticos, llegando el rey a decir de Anselmo que "Ayer lo odiaba con el mayor de los odios, hoy lo odio aún más y él puede estar seguro de que mañana y el día después lo seguiré odiando, con un odio cada vez más fiero y amargo". El clero inglés, que debía al rey sus posibilidades de promoción y enriquecimiento, era incapaz de apoyar públicamente a Anselmo. En 1095 Guillermo reunió un concilio en Rockingham para hacer entrar en vereda a Anselmo, pero el arzobispo permaneció firme. En octubre de 1097, Anselmo marchó al exilio, llevando su caso ante el Papa. El nuevo papa, el diplomático y flexible Urbano II, estaba implicado en un gran conflicto con el emperador Enrique IV, quien apoyaba a un antipapa. Decidido a no ganarse más enemigos, Urbano accedió a un concordato con Guillermo Rufo, de manera que Guillermo reconocía a Urbano como papa, y Urbano apoyaba el status quo eclesiástico anglo-normando. Anselmo permaneció en el exilio, y Guillermo pudo así reclamar los ingresos del arzobispado de Canterbury hasta el fin de su reinado.
Sin embargo, este conflicto era sintomático de la política inglesa medieval, tal como lo ejemplifica el asesinato de Thomas Becket durante el reinado del posterior rey Plantagenet Enrique II, y aún más por las acciones de Enrique VIII siglos después, así que no debe verse como un defecto del reinado de Guillermo II en particular. Por supuesto, los mismos eclesiásticos contemporáneos tampoco estaban libres de meterse en semejante política: se dijo que, cuando el arzobispo Lanfranc sugirió a Guillermo I que encarcelara al rebelde obispo Odón de Bayeux, exclamó "¡Qué! Es un clérigo". Lanfranc contestó que "no apresarías al obispo de Bayeux, sino que confinarías al conde de Kent": Odón era tanto obispo de Bayeux, como conde de Kent. También, aunque hay quejas entre sus contemporáneos sobre el comportamiento personal de Guillermo II, este fue decisivo al ayudar a la fundación de la abadía de Bermondsey, dotándolo con el mayorazgo de Bermondsey; y se dice que su "acostumbrado juramento" fue "Por la Cara de Lucca!" Parece razonable suponer que semejantes detalles son indicativos de las creencias personales de Guillermo II.

## Guerra y rebelión
Guillermo Rufo heredó el asentamiento anglo-normando detallado en el Domesday Book, una investigación emprendida por orden de su padre, esencialmente con propósitos fiscales, que no podía haberse realizado en ningún otro lugar de Europa en aquella época, y es un signo del control de la monarquía inglesa. Si fue menos eficaz que su padre al contener la propensión de los señores normandos hacia la rebelión y la violencia, por falta de carisma o por carecer de sus habilidades políticas, lo cierto es que se enfrentó con fuerza a las consecuencias. En 1095, Robert de Mowbray, el conde de Northumbria, rechazó acudir a la Curia Regis, la corte trianual donde el rey anunciaba sus decisiones gubernamentales a los grandes señores. Guillermo lideró un ejército contra Roberto y lo derrotó. Roberto fue desposeído y apresado; otro noble, Guillermo de Eu, acusado de traición, fue cegado y castrado.
En asuntos exteriores, Guillermo tuvo algún éxito. En 1091 rechazó una invasión del rey Malcolm III de Escocia, obligando a Malcolm a prestarle homenaje. En 1092 construyó el castillo de Carlisle, controló Cumberland y Westmoreland, que había sido reclamada previamente por los escoceses. Posteriormente, los dos reyes discutieron sobre las posesiones de Malcolm en Inglaterra, y Malcolm de nuevo invadió y devastó Northumbria. En la batalla de Alnwick, el 13 de noviembre de 1093, Malcolm fue emboscado por fuerzas normandas guiadas por Roberto de Mowbray. Malcolm y su hijo Eduardo fueron asesinados y subió al trono escocés Donald, hermano de Malcolm III. Guillermo apoyó al hijo de Malcolm Duncan II, quien detentó el poder durante breve tiempo, y después otro de los hijos de Malcolm, Edgardo. Edgardo conquistó Lothian en 1094 y al final depuso a Donald en 1097 con ayuda de Guillermo, en una campaña liderada por Edgar Atheling. Edgardo reconoció la autoridad de Guillermo sobre Lothian y acudió a la corte de Guillermo.
Guillermo hizo incursiones sin éxito en Gales en 1096 y 1097.[cita requerida]
En 1096, el hermano de Guillermo Roberto Curthose se unió a la Primera Cruzada. Necesitaba dinero para financiar esta empresa, y entregó a Guillermo en prenda su Ducado de Normandía, a cambio de un pago de 10 000 marcos—una suma que equivalía a alrededor de un cuarto de los ingresos anuales de Guillermo. En una muestra de la efectividad del sistema fiscal de Inglaterra, Guillermo reunió el dinero con un impuesto especial, pesado y muy odiado sobre toda Inglaterra. Guillermo gobernó entonces Normandía como regente en ausencia de Roberto—quien no volvió hasta septiembre de 1100, un mes después de la muerte de Guillermo.
Como regente de su hermano Roberto en Normandía, Guillermo hizo campaña en Francia desde 1097 hasta 1099. Aseguró Maine septentrional pero fracasó a la hora de tomar la parte controlada por los franceses de la región del Vexin. Al tiempo de su muerte, estaba planeando invadir Aquitania, en el suroeste de Francia.

## Muerte en el New Forest

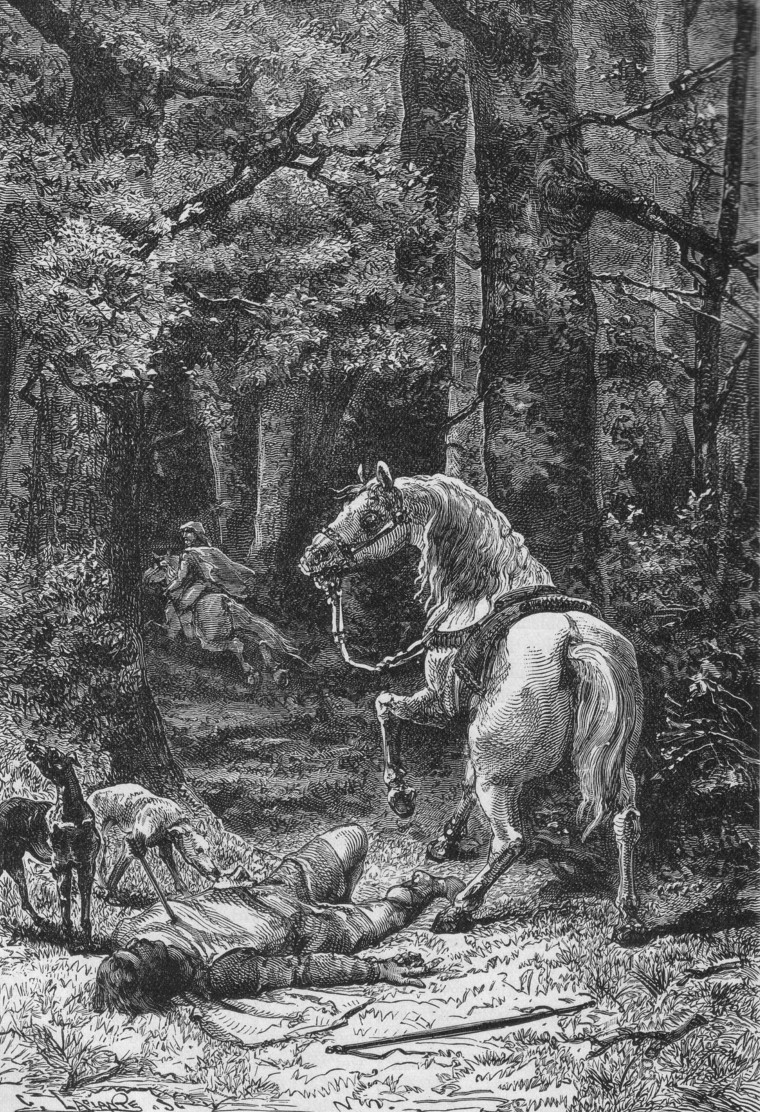
Muerte de Guillermo Rufo, litografía de Alphonse de Neuville, 1895

El rey se fue a cazar el 2 de agosto de 1100 en el New Forest, posiblemente cerca de Brockhurst. Resultó muerto por un flechazo en el pulmón, pero las circunstancias no están claras. La flecha fue disparada por un noble llamado Walter Tirel, y, aunque la descripción de los acontecimientos fue más tarde adornada con información añadida, el relato más antiguo del acontecimiento se encuentra en la Crónica anglosajona, que señaló que el rey fue "alcanzado por una flecha de uno de sus propios hombres". Más tarde los cronistas añadieron el nombre del homicida – Walter Tirel, y una serie de detalles adicionales que pueden ser verdad o no. La primera mención de un lugar más exacto que el New Forest procede de John Leland que escribió en 1530 quien afirmó que el rey murió en Thorougham un topónimo que desde entonces ha caído en desuso, pero que probablemente se encontraba en lo que actualmente es Park Farm en las fincas Beaulieu.
El cuerpo de Guillermo fue abandonado por los nobles en el lugar en que cayó. El hermano menor de Guillermo, Enrique, se apresuró a ir a Winchester para asegurar el tesoro real, luego a Londres, donde fue coronado al cabo de pocos días, antes de que pudiera llegar arzobispo alguno. Guillermo de Malmesbury en su relato de la muerte de Guillermo afirmó que el cuerpo fue llevado a la catedral de Winchester por unos pocos campesinos.
Para los cronistas – hombres de iglesia – semejante "acto divino" era un final justo para un rey perverso. A lo largo de los siglos posteriores, la sugerencia obvia de que uno de los enemigos de Guillermo podía haber intervenido en este acontecimiento extraordinario se ha repetido continuamente: los cronistas de la época apuntan a que Walter era reconocido como un buen arquero, y de esa manera es improbable que haya errado un tiro tan precipitado. Más aún, el hermano de Guillermo, Enrique, quien estaba en la partida de caza aquel día, se benefició directamente de la muerte de Guillermo, siendo coronado rey muy poco tiempo después. Los estudiosos modernos han reabierto la cuestión y algunos han encontrado creíble o convincente la teoría del asesinato, pero no es una tesis universalmente aceptada.
Los restos de Guillermo se encuentran en la catedral de Winchester, diseminados entre arcones mortuorios reales ubicados en la cortina del presbiterio, flanqueando el coro. Su cráneo parece que falta pero algunos huesos largos puede que aún se conserven.

## La piedra de Rufo
- Wikimedia Commons alberga una categoría multimedia sobre Guillermo II de Inglaterra.

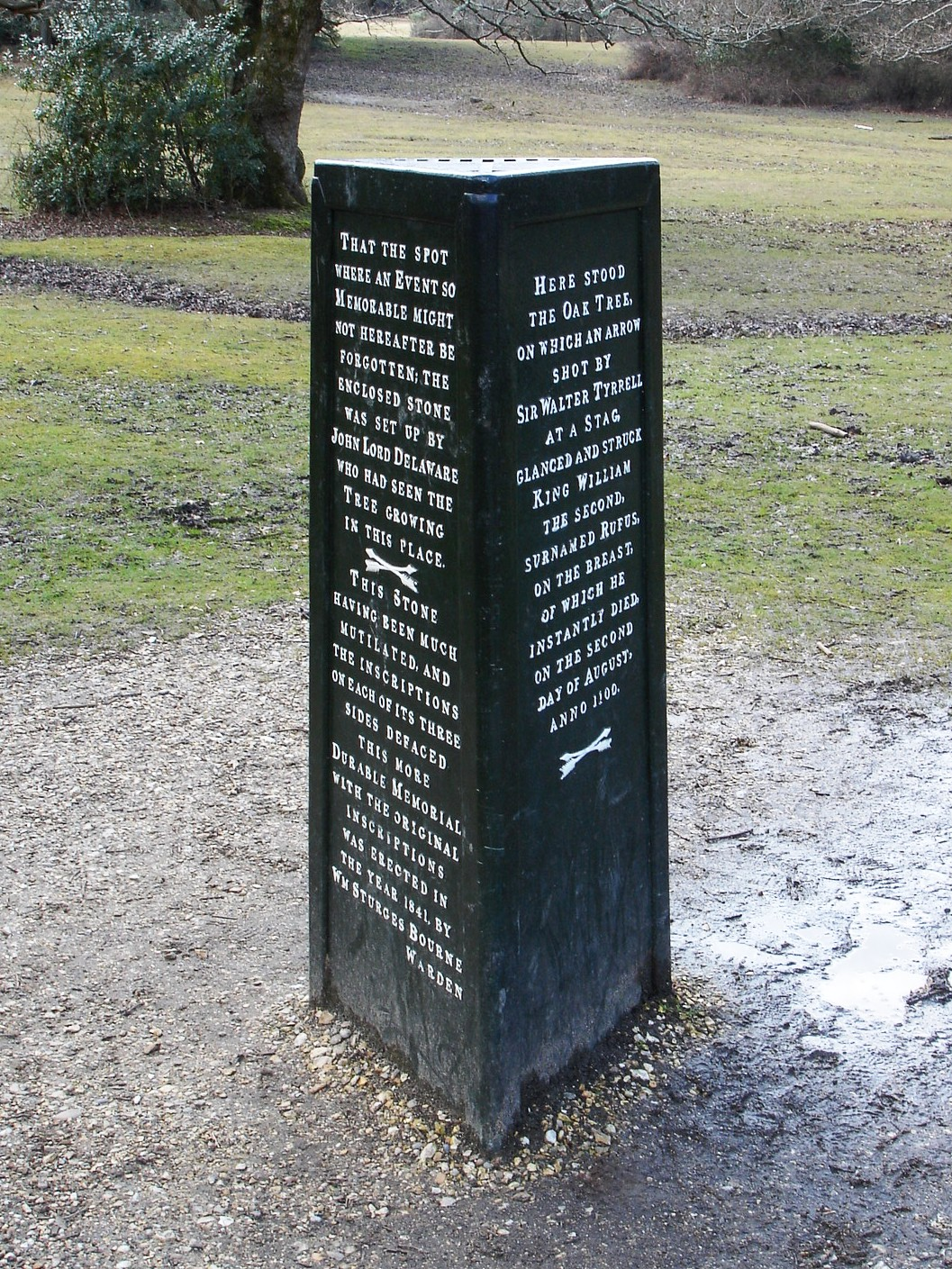
La piedra de Rufo.

Una piedra conocida como el piedra de Rufo (Rufus Stone) marca el lugar donde supuestamente cayó el rey,. La pretensión de que esta sea la ubicación de la muerte del rey Guillermo II parece que no se remonta más atrás de una visita en el siglo XVII realizada por el rey Carlos II al bosque. En aquella época el relato más popular de la muerte de Guillermo II implicaba que la flecha fatal fue desviada por un árbol y durante una visita de Carlos II al bosque parece que se le enseñó un árbol apropiado. En cartas en The Gentleman's Magazine se dijo que el árbol fue talado y quemado durante el siglo XVIII. En un momento posterior de ese mismo siglo se colocó la piedra de Rufo. Al principio, tenía alrededor de 177,80 cm de alto con una bola de piedra en lo alto. En 1789 la piedra fue visitada por el rey Jorge III junto con su reina y se le añadió una inscripción a la piedra para conmemorar la visita. Después de reiterados vandalismos sobre la piedra, le añadieron una cubierta de hierro fundido en 1841.
La inscripción en la piedra de Rufo dice:

Aquí se alzó el roble, en el que una flecha arrojada por Sir Walter Tyrrell a un ciervo, se desvió y alcanzó al rey Guillermo el Segundo, apodado Rufo, en el pecho, de lo que murió al instante, en el segundo día de agosto, año 1100. El rey Guillermo el Segundo, apodado Rufo, ya muerto, como ya se ha dicho, fue colocado en una carreta, que pertenecía a un tal Purkis para llevar el cuerpo del rey a la catedral de Winchester en su carro, y llevado desde allí, a Winchester, y enterrado en la iglesia catedral, de aquella ciudad.

## Sexualidad
Los contemporáneos de Guillermo expresaron su preocupación por una corte dominada por la homosexualidad y el afeminamiento, aunque esto parece tener más que ver con su lujosa forma de vestir que con sus reales prácticas sexuales.
Citando las tradiciones de la abadía de Wilton en la década de 1140, el cronista Herimán de Tournai escribió que la abadesa había ordenado a la princesa escocesa Edith (más tarde Matilda, esposa de Enrique I) que tomara el velo (es decir, que hiciera votos de castidad) para protegerla de la lujuria de Guillermo Rufo quien la habría escogido como su posible esposo, acto que enfureció al padre de Edith por el efecto que podría tener en sus posibilidades de matrimonio.
La historiadora Emma Mason ha señalado que, si bien durante su reinado el propio Guillermo nunca fue acusado abiertamente de homosexualidad, en las décadas posteriores a su muerte numerosos escritores medievales hablaron de ello y unos pocos incluso empezaron a describirlo como "sodomita".  Los historiadores modernos no pueden afirmar con certeza si Guillermo era homosexual o no; sin embargo, nunca tomó una esposa o amante, ni tuvo hijos. Como rey soltero y sin heredero, Guillermo habría sido presionado para tomar una esposa y habría tenido numerosas propuestas de matrimonio. El hecho de que nunca aceptara ninguna de estas propuestas ni mantuviera relaciones con mujeres puede mostrar que, o bien no sentía ningún deseo por las mujeres, o bien pudo haber hecho un voto de castidad o celibato.
Barlow señaló que las crónicas galesas afirman que Enrique pudo suceder en el trono porque su hermano había recurrido a concubinas y por ello murió sin hijos, aunque no mencionan a ningún vástago ilegítimo. Barlow también admite que Guillermo pudo ser estéril. Tras señalar que no se ha identificado a ningún "favorito" y que los "amigos y compañeros barones de Guillermo eran en su mayoría hombres casados," y a pesar de haber llegado a la conclusión de que los cronistas eran "testigos hostiles y sesgados," Barlow considera que "no parece haber ninguna razón por la que debieran haber inventado esta acusación [de homosexualidad] en particular" y afirma que, en su opinión, "en conjunto las pruebas apuntan a la bisexualidad del rey".

## Ancestros
| \| \| \| \| \| \| \| \| \| \| \| \| \| \| \| \| \| \| \| \| 16. Ricardo I de Normandía \| \| \| \| \| \| \| \| \| \| \| \| \| \| \| \| \| \| \| \| \| \| \| \| \| \| \| \| \| \| \| \| \| \| \| \| \| \| \| \| \| \| \| \| \| \| \| \| \| \| \| \| \| \| 8. Ricardo II de Normandía \| \| \| \| \| \| \| \| \| \| \| \| \| \| \| \| \| \| \| \| \| \| \| \| \| \| \| \| \| \| \| \| \| \| \| \| \| \| \| \| \| \| \| \| \| \| \| \| \| \| \| \| \| \| 17. Gunnora, duquesa de Normandía \| \| \| \| \| \| \| \| \| \| \| \| \| \| \| \| \| \| \| \| \| \| \| \| \| \| \| \| \| \| \| \| \| \| \| \| \| \| \| \| \| \| \| \| \| \| \| \| \| \| \| \| \| \| 4. Roberto I de Normandía \| \| \| \| \| \| \| \| \| \| \| \| \| \| \| \| \| \| \| \| \| \| \| \| \| \| \| \| \| \| \| \| \| \| \| \| \| \| \| \| \| \| \| \| \| \| \| \| \| \| \| \| \| \| 18. Conan I de Rennes \| \| \| \| \| \| \| \| \| \| \| \| \| \| \| \| \| \| \| \| \| \| \| \| \| \| \| \| \| \| \| \| \| \| \| \| \| \| \| \| \| \| \| \| \| \| \| \| \| \| \| \| \| \| 9. Judit de Bretaña \| \| \| \| \| \| \| \| \| \| \| \| \| \| \| \| \| \| \| \| \| \| \| \| \| \| \| \| \| \| \| \| \| \| \| \| \| \| \| \| \| \| \| \| \| \| \| \| \| \| \| \| \| \| 19. Ermengarda de Anjou \| \| \| \| \| \| \| \| \| \| \| \| \| \| \| \| \| \| \| \| \| \| \| \| \| \| \| \| \| \| \| \| \| \| \| \| \| \| \| \| \| \| \| \| \| \| \| \| \| \| \| \| \| \| 2. Guillermo I de Inglaterra \| \| \| \| \| \| \| \| \| \| \| \| \| \| \| \| \| \| \| \| \| \| \| \| \| \| \| \| \| \| \| \| \| \| \| \| \| \| \| \| \| \| \| \| \| \| \| \| \| \| \| \| \| \| 10. Fulberto de Falaise \| \| \| \| \| \| \| \| \| \| \| \| \| \| \| \| \| \| \| \| \| \| \| \| \| \| \| \| \| \| \| \| \| \| \| \| \| \| \| \| \| \| \| \| \| \| \| \| \| \| \| \| \| \| 5. Herleva \| \| \| \| \| \| \| \| \| \| \| \| \| \| \| \| \| \| \| \| \| \| \| \| \| \| \| \| \| \| \| \| \| \| \| \| \| \| \| \| \| \| \| \| \| \| \| \| \| \| \| \| \| \| 1. Guillermo II de Inglaterra \| \| \| \| \| \| \| \| \| \| \| \| \| \| \| \| \| \| \| \| \| \| \| \| \| \| \| \| \| \| \| \| \| \| \| \| \| \| \| \| \| \| \| \| \| \| \| \| \| \| \| \| \| \| 24. Arnulfo II de Flandes \| \| \| \| \| \| \| \| \| \| \| \| \| \| \| \| \| \| \| \| \| \| \| \| \| \| \| \| \| \| \| \| \| \| \| \| \| \| \| \| \| \| \| \| \| \| \| \| \| \| \| \| \| \| 12. Balduino IV de Flandes \| \| \| \| \| \| \| \| \| \| \| \| \| \| \| \| \| \| \| \| \| \| \| \| \| \| \| \| \| \| \| \| \| \| \| \| \| \| \| \| \| \| \| \| \| \| \| \| \| \| \| \| \| \| 25. Rozala de Italia \| \| \| \| \| \| \| \| \| \| \| \| \| \| \| \| \| \| \| \| \| \| \| \| \| \| \| \| \| \| \| \| \| \| \| \| \| \| \| \| \| \| \| \| \| \| \| \| \| \| \| \| \| \| 6. Balduino V de Flandes \| \| \| \| \| \| \| \| \| \| \| \| \| \| \| \| \| \| \| \| \| \| \| \| \| \| \| \| \| \| \| \| \| \| \| \| \| \| \| \| \| \| \| \| \| \| \| \| \| \| \| \| \| \| 26. Federico de Luxemburgo \| \| \| \| \| \| \| \| \| \| \| \| \| \| \| \| \| \| \| \| \| \| \| \| \| \| \| \| \| \| \| \| \| \| \| \| \| \| \| \| \| \| \| \| \| \| \| \| \| \| \| \| \| \| 13. Ogiva de Luxemburgo \| \| \| \| \| \| \| \| \| \| \| \| \| \| \| \| \| \| \| \| \| \| \| \| \| \| \| \| \| \| \| \| \| \| \| \| \| \| \| \| \| \| \| \| \| \| \| \| \| \| \| \| \| \| 3. Matilda de Flandes \| \| \| \| \| \| \| \| \| \| \| \| \| \| \| \| \| \| \| \| \| \| \| \| \| \| \| \| \| \| \| \| \| \| \| \| \| \| \| \| \| \| \| \| \| \| \| \| \| \| \| \| \| \| 28. Hugo Capeto \| \| \| \| \| \| \| \| \| \| \| \| \| \| \| \| \| \| \| \| \| \| \| \| \| \| \| \| \| \| \| \| \| \| \| \| \| \| \| \| \| \| \| \| \| \| \| \| \| \| \| \| \| \| 14. Roberto II de Francia \| \| \| \| \| \| \| \| \| \| \| \| \| \| \| \| \| \| \| \| \| \| \| \| \| \| \| \| \| \| \| \| \| \| \| \| \| \| \| \| \| \| \| \| \| \| \| \| \| \| \| \| \| \| 29. Adelaida de Aquitania \| \| \| \| \| \| \| \| \| \| \| \| \| \| \| \| \| \| \| \| \| \| \| \| \| \| \| \| \| \| \| \| \| \| \| \| \| \| \| \| \| \| \| \| \| \| \| \| \| \| \| \| \| \| 7. Adela de Francia \| \| \| \| \| \| \| \| \| \| \| \| \| \| \| \| \| \| \| \| \| \| \| \| \| \| \| \| \| \| \| \| \| \| \| \| \| \| \| \| \| \| \| \| \| \| \| \| \| \| \| \| \| \| 30. Guillermo I de Provenza \| \| \| \| \| \| \| \| \| \| \| \| \| \| \| \| \| \| \| \| \| \| \| \| \| \| \| \| \| \| \| \| \| \| \| \| \| \| \| \| \| \| \| \| \| \| \| \| \| \| \| \| \| \| 15. Constanza de Arlés \| \| \| \| \| \| \| \| \| \| \| \| \| \| \| \| \| \| \| \| \| \| \| \| \| \| \| \| \| \| \| \| \| \| \| \| \| \| \| \| \| \| \| \| \| \| \| \| \| \| \| \| \| \| 31. Adelaida de Anjou \| \| \| \| \| \| \| \| \| \| \| \| \| \| \| \| \| \| \| \| \| \| \| \| \| \| \| \| \| \| \| \| \| \| \| \| \| \| \| \| \| \| \| \| \| \| \| \| \| \| \| \| |                                   |  |  |  |  |  |  |  |  |  |  |  |  |  |  |  |
| |                                   |  |  |  |  |  |  |  |  |  |  |  |  |  |  |  |
| | 16. Ricardo I de Normandía        |  |  |  |  |  |  |  |  |  |  |  |  |  |  |  |
| |                                   |  |  |  |  |  |  |  |  |  |  |  |  |  |  |  |
| |                                   |  |  |  |  |  |  |  |  |  |  |  |  |  |  |  |
| | 8. Ricardo II de Normandía        |  |  |  |  |  |  |  |  |  |  |  |  |  |  |  |
| |                                   |  |  |  |  |  |  |  |  |  |  |  |  |  |  |  |
| |                                   |  |  |  |  |  |  |  |  |  |  |  |  |  |  |  |
| | 17. Gunnora, duquesa de Normandía |  |  |  |  |  |  |  |  |  |  |  |  |  |  |  |
| |                                   |  |  |  |  |  |  |  |  |  |  |  |  |  |  |  |
| |                                   |  |  |  |  |  |  |  |  |  |  |  |  |  |  |  |
| | 4. Roberto I de Normandía         |  |  |  |  |  |  |  |  |  |  |  |  |  |  |  |
| |                                   |  |  |  |  |  |  |  |  |  |  |  |  |  |  |  |
| |                                   |  |  |  |  |  |  |  |  |  |  |  |  |  |  |  |
| | 18. Conan I de Rennes             |  |  |  |  |  |  |  |  |  |  |  |  |  |  |  |
| |                                   |  |  |  |  |  |  |  |  |  |  |  |  |  |  |  |
| |                                   |  |  |  |  |  |  |  |  |  |  |  |  |  |  |  |
| | 9. Judit de Bretaña               |  |  |  |  |  |  |  |  |  |  |  |  |  |  |  |
| |                                   |  |  |  |  |  |  |  |  |  |  |  |  |  |  |  |
| |                                   |  |  |  |  |  |  |  |  |  |  |  |  |  |  |  |
| | 19. Ermengarda de Anjou           |  |  |  |  |  |  |  |  |  |  |  |  |  |  |  |
| |                                   |  |  |  |  |  |  |  |  |  |  |  |  |  |  |  |
| |                                   |  |  |  |  |  |  |  |  |  |  |  |  |  |  |  |
| | 2. Guillermo I de Inglaterra      |  |  |  |  |  |  |  |  |  |  |  |  |  |  |  |
| |                                   |  |  |  |  |  |  |  |  |  |  |  |  |  |  |  |
| |                                   |  |  |  |  |  |  |  |  |  |  |  |  |  |  |  |
| | 10. Fulberto de Falaise           |  |  |  |  |  |  |  |  |  |  |  |  |  |  |  |
| |                                   |  |  |  |  |  |  |  |  |  |  |  |  |  |  |  |
| |                                   |  |  |  |  |  |  |  |  |  |  |  |  |  |  |  |
| | 5. Herleva                        |  |  |  |  |  |  |  |  |  |  |  |  |  |  |  |
| |                                   |  |  |  |  |  |  |  |  |  |  |  |  |  |  |  |
| |                                   |  |  |  |  |  |  |  |  |  |  |  |  |  |  |  |
| | 1. Guillermo II de Inglaterra     |  |  |  |  |  |  |  |  |  |  |  |  |  |  |  |
| |                                   |  |  |  |  |  |  |  |  |  |  |  |  |  |  |  |
| |                                   |  |  |  |  |  |  |  |  |  |  |  |  |  |  |  |
| | 24. Arnulfo II de Flandes         |  |  |  |  |  |  |  |  |  |  |  |  |  |  |  |
| |                                   |  |  |  |  |  |  |  |  |  |  |  |  |  |  |  |
| |                                   |  |  |  |  |  |  |  |  |  |  |  |  |  |  |  |
| | 12. Balduino IV de Flandes        |  |  |  |  |  |  |  |  |  |  |  |  |  |  |  |
| |                                   |  |  |  |  |  |  |  |  |  |  |  |  |  |  |  |
| |                                   |  |  |  |  |  |  |  |  |  |  |  |  |  |  |  |
| | 25. Rozala de Italia              |  |  |  |  |  |  |  |  |  |  |  |  |  |  |  |
| |                                   |  |  |  |  |  |  |  |  |  |  |  |  |  |  |  |
| |                                   |  |  |  |  |  |  |  |  |  |  |  |  |  |  |  |
| | 6. Balduino V de Flandes          |  |  |  |  |  |  |  |  |  |  |  |  |  |  |  |
| |                                   |  |  |  |  |  |  |  |  |  |  |  |  |  |  |  |
| |                                   |  |  |  |  |  |  |  |  |  |  |  |  |  |  |  |
| | 26. Federico de Luxemburgo        |  |  |  |  |  |  |  |  |  |  |  |  |  |  |  |
| |                                   |  |  |  |  |  |  |  |  |  |  |  |  |  |  |  |
| |                                   |  |  |  |  |  |  |  |  |  |  |  |  |  |  |  |
| | 13. Ogiva de Luxemburgo           |  |  |  |  |  |  |  |  |  |  |  |  |  |  |  |
| |                                   |  |  |  |  |  |  |  |  |  |  |  |  |  |  |  |
| |                                   |  |  |  |  |  |  |  |  |  |  |  |  |  |  |  |
| | 3. Matilda de Flandes             |  |  |  |  |  |  |  |  |  |  |  |  |  |  |  |
| |                                   |  |  |  |  |  |  |  |  |  |  |  |  |  |  |  |
| |                                   |  |  |  |  |  |  |  |  |  |  |  |  |  |  |  |
| | 28. Hugo Capeto                   |  |  |  |  |  |  |  |  |  |  |  |  |  |  |  |
| |                                   |  |  |  |  |  |  |  |  |  |  |  |  |  |  |  |
| |                                   |  |  |  |  |  |  |  |  |  |  |  |  |  |  |  |
| | 14. Roberto II de Francia         |  |  |  |  |  |  |  |  |  |  |  |  |  |  |  |
| |                                   |  |  |  |  |  |  |  |  |  |  |  |  |  |  |  |
| |                                   |  |  |  |  |  |  |  |  |  |  |  |  |  |  |  |
| | 29. Adelaida de Aquitania         |  |  |  |  |  |  |  |  |  |  |  |  |  |  |  |
| |                                   |  |  |  |  |  |  |  |  |  |  |  |  |  |  |  |
| |                                   |  |  |  |  |  |  |  |  |  |  |  |  |  |  |  |
| | 7. Adela de Francia               |  |  |  |  |  |  |  |  |  |  |  |  |  |  |  |
| |                                   |  |  |  |  |  |  |  |  |  |  |  |  |  |  |  |
| |                                   |  |  |  |  |  |  |  |  |  |  |  |  |  |  |  |
| | 30. Guillermo I de Provenza       |  |  |  |  |  |  |  |  |  |  |  |  |  |  |  |
| |                                   |  |  |  |  |  |  |  |  |  |  |  |  |  |  |  |
| |                                   |  |  |  |  |  |  |  |  |  |  |  |  |  |  |  |
| | 15. Constanza de Arlés            |  |  |  |  |  |  |  |  |  |  |  |  |  |  |  |
| |                                   |  |  |  |  |  |  |  |  |  |  |  |  |  |  |  |
| |                                   |  |  |  |  |  |  |  |  |  |  |  |  |  |  |  |
| | 31. Adelaida de Anjou             |  |  |  |  |  |  |  |  |  |  |  |  |  |  |  |
| |                                   |  |  |  |  |  |  |  |  |  |  |  |  |  |  |  |
| |                                   |  |  |  |  |  |  |  |  |  |  |  |  |  |  |  |